# カンティクム・サクルム

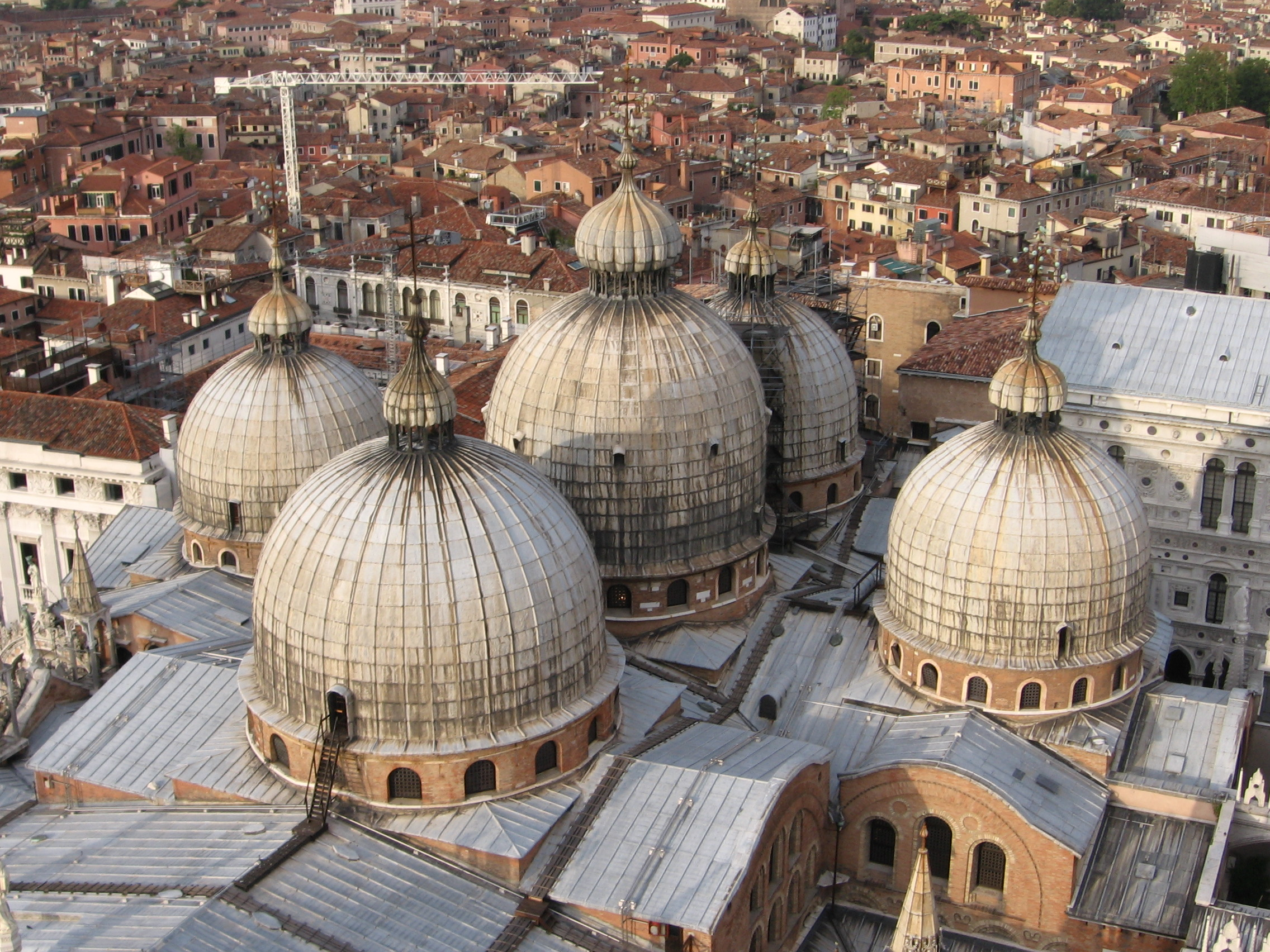
サン・マルコ寺院の5つのドーム

『カンティクム・サクルム』（Canticum Sacrum ad honorem Sancti Marci nominis）は、イーゴリ・ストラヴィンスキーが1955年に作曲したラテン語の歌詞による宗教曲。
ストラヴィンスキーは数年前からセリエル音楽の要素を取りいれていたが、この曲ははじめて十二音からなる音列を採用した曲である。

## 作曲の経緯
ヴェネツィア・ビエンナーレ国際音楽祭のための曲を委嘱されたストラヴィンスキーは、ヴェネツィアの守護聖人であるマルコと、マルコに捧げられたサン・マルコ寺院のための曲を書こうとした。最初は聖マルコ受難曲を作ろうとしていた。ストラヴィンスキーは5つのドームを持つサン・マルコ寺院のような形の5つの楽章構造を計画した。1955年5月末に作曲を開始し、11月21日に完成した。

## 初演
1956年9月13日にヴェネツィアのサン・マルコ寺院で初演された。演奏はフェニーチェ劇場の合唱団と管弦楽団により、ストラヴィンスキー自身が指揮した。テノールをリチャード・ルイス、バリトンをジェラール・スゼーが歌った。ヴェネツィア総大司教のロンカッリ枢機卿（のちのヨハネ23世）は、初演の様子をサン・マルコ広場で放送するよう便宜をはからった。
初演は成功とは言いがたかった。ロバート・クラフトによれば、曲がフェニーチェ劇場の能力を越えていたこと、サン・マルコ寺院の残響が長すぎたこと、リハーサルでのクラフトの指揮に慣れたメンバーが本番のストラヴィンスキーの指揮についていけなかったこともあるが、聴衆がついていけなかった主な原因は、中心となる3楽章がセリエル音楽だったことにあった。『タイム』紙はT・S・エリオットの有名な作品の名「寺院での殺人」を見出しに使って批判した。

## 編成
- 独唱（テノール、バリトン）と合唱
- フルート1、オーボエ3、ファゴット3、トランペット4、トロンボーン4、ハープ、オルガン、ヴィオラ、コントラバス

演奏時間は約17分。

## 曲の構成
曲は短い奉納文（Dedicatio、テノールとバリトンの二重唱）と、それに続く5つの楽章から構成され、中央の第3楽章はさらに「愛・希望・信仰」の3つの徳を象徴する3つの部分に分かれる。歌詞はウルガータ聖書の引用である。第1・4・5楽章の歌詞はヴェネツィアの守護聖人であるマルコによる福音書から取られている。
1. "euntes in mundum"（マルコによる福音書 16.15）
2. "surge aquilo"（雅歌 4.16, 5.1）
3. Ad Tres Virtutes Hortationes（3つの徳の奨励）
  1. 愛(Caritas): 申命記 6.5, ヨハネの手紙一 4.7
  2. 希望(Spes): 詩篇 124.1, 129.4-6[注釈 1]
  3. 信仰(Fides): 詩篇 115.10[注釈 1]
4. Brevis Motus Cantilenae（マルコによる福音書 9.22-23[注釈 1]）
5. "illi autem"（マルコによる福音書 16.20）

両端の楽章はアンティフォナの形式を持つ（一方は管弦楽つき合唱、もう一方はオルガン）。第5楽章は第1楽章のほぼ逆行形になっている。
中間の3つの楽章は十二音技法で書かれている。第2楽章はテノール独唱、第4楽章はバリトン独唱と合唱による。第3楽章は両端の「愛」と「信仰」が合唱、中央の「希望」がテノール・バリトンの二重唱と女声合唱のアンティフォナの形式を持つ。

## 影響
ジョン・タヴナーは12歳のときに『カンティクム・サクルム』を聴いて目を開かれ、作曲家になろうと思いたったと言っている。